# Klokočí (okres Přerov)
Klokočí je obec ležící v okrese Přerov. Žije zde 271 obyvatel.

## Historie
První písemná zmínka o obci pochází z roku 1371.

## Osobnosti
- Viktor Schlossar (1793-1854), římskokatolický duchovní, benediktin a opat rajhradského kláštera

## Galerie

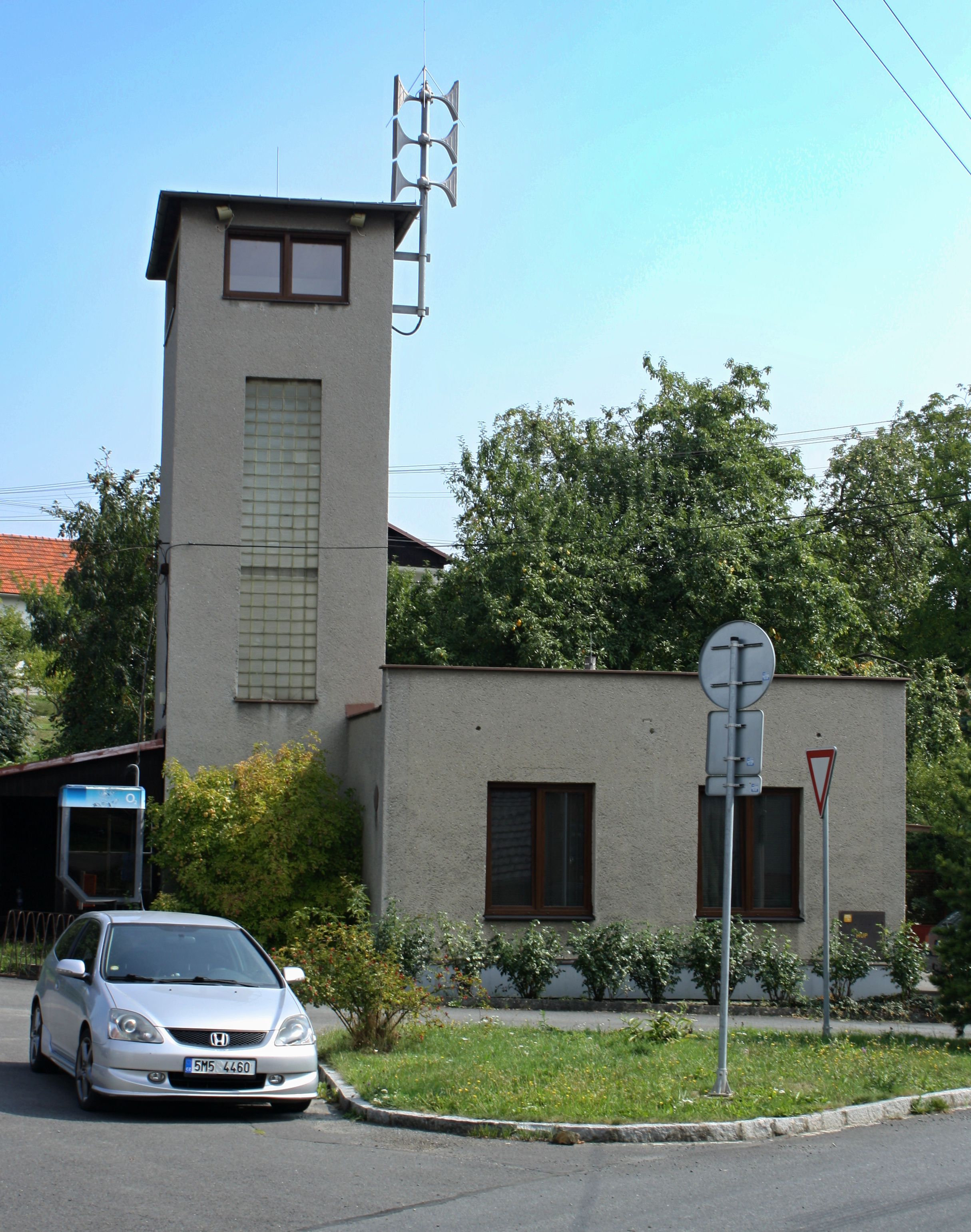
Hasičská zbrojnice
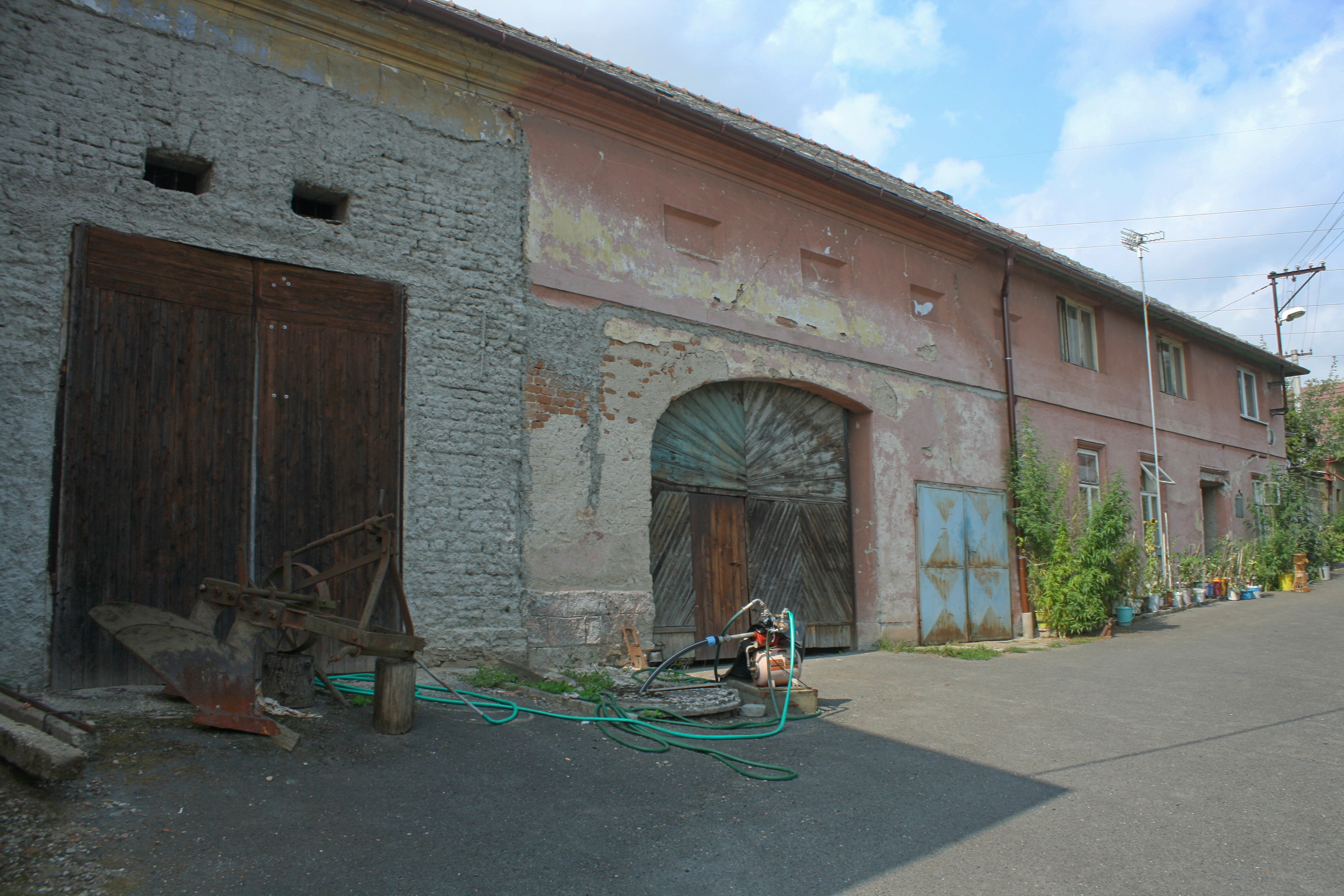
Řada domů
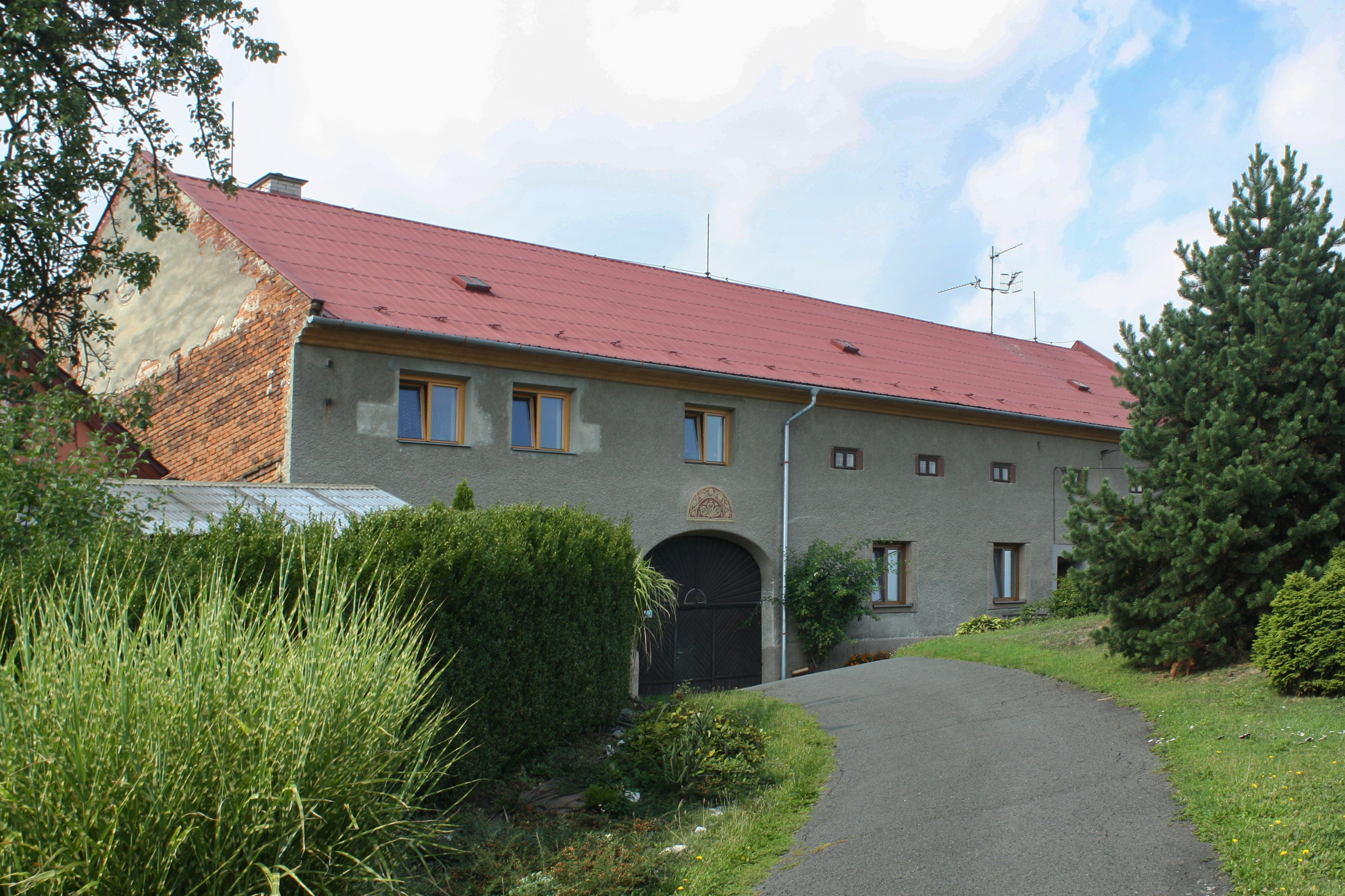
Dvůr v Klokočí